# Albert Felip de Baldrich i de Veciana
Albert Felip de Baldrich i de Veciana (Valls, 17 de setembre de 1786 - Madrid, 26 de setembre de 1864) fou un militar i polític català, segon marquès de Vallgornera i marquès consort de Torremejía.

## Biografia

### Carrera militar
En ser el fill segon del matrimoni de Felip de Baldrich i de Vallgornera, capità d'infanteria, amb Maria Anna de Veciana i de Boronat, va marxar de casa per tal de fer carrera militar: va fer llur formació a l'arma d'infanteria, a on es va especialitzar en enginyeria. Va lluitar a la Guerra del Francès com a sotstinent del Primer Terç lleuger de Tarragona. Participà en els atacs a Cardedeu, Barcelona, Sant Cugat del Vallès i Molins de Rei, així com en la batalla de Valls de 1809. El 1810 fou fet capturat a Margalef; i empresonat a França fins que fou alliberat el 1814 amb la signatura de la pau general al Tractat de París.
Tot seguit es va instal·lar a Madrid, on el 1816 era membre de la secció d'història militar de l'Estat major de l'Exèrcit espanyol. Com a expert en enginyeria militar i estratègia va treballar de professor de fortificació i artilleria a l'Acadèmia de Cavallers Cadets de Guàrdies d'Infanteria. Durant el trienni liberal entre el 1820 i el 1823 fou agregat a l'ambaixada espanyola a París. El 1829 va ascendir a coronel. El 1831 era membre d'una junta creada per a establir una xarxa de telègrafs a Espanya. Finalment, el 1832 va abandonar la carrera militar amb 46 anys.

### Carrera política
Amb l'esclat de la primera guerra carlina Albert Felip de Baldrich va donar suport a Isabel II. Fou elegit diputat a les Corts de 1834, on fou reconegut per la seva oratòria. Fou novament diputat per Barcelona a les corts de 1836, 1837 i 1839; i senador per Tarragona el 1837; i per Girona el 1843.
El 1836 va rebutjar el nomenament de governador civil de Tarragona, probablement per poder romandre a la capital. El seu primer càrrec governatiu fou el de "Director General de Estudios" des d'on havia d'establir les directrius pràctiques sobre l'educació en tots els seus nivells a l'estat espanyol. El 1838 fou breument el Ministre de Governació (entre el 6 de setembre i el 21 de novembre) en el govern del Duc de Frías: durant el seu mandat va aprovar un reglament d'escoles públiques, on no s'esmentava cap altra llengua que la castellana i significa, de fet, l'inici de la castellanització de l'ensenyament, segons Joan-Lluís Marfany; i es va fundar la primera caixa d'estalvis espanyola: Caja de Ahorros de Madrid.
A més a més de la política, Baldrich va passar per nombrosos càrrecs: Després d'haver-ne estat l'arxiver el 1834, va esdevenir el president de la Reial Acadèmia de Ciències Naturals el 1840; també fou rector de la Universitat de Madrid; director del Col·legi General Militar d'Alcalá de Henares (1836) i de la Dirección General de Estudios (1835-1841), conservador de la biblioteca del Senat d'Espanya i president de la Junta de Govern del Museu de Ciències Naturals (1843). També va participar en el Congrés Científic de Florència de 1841.
El 1836 va assolir el títol de Marquès de Vallgornera en morir sense fills el seu germà Salvador de Baldric de Veciana. El 1840 es casà amb María de la Concepción Ortiz de Sandoval y Arias de Saavedra, marquesa de Torremejía, amb qui no va tenir fills.

## Obres
- Historia de la guerra de España contra Napoleón (1818),
- Pequeño manual para el servicio y fortificación en campaña (1823)
- Reglamento y Catálogo de la Biblioteca del Senado (1851),
- Descripción de la villa y término de Valls (inèdit)